# I. e. 584
Évszázadok: i. e. 7. század – i. e. 6. század – i. e. 5. század
Évtizedek: i. e. 630-as évek – i. e. 620-as évek – i. e. 610-es évek – i. e. 600-as évek – i. e. 590-es évek – i. e. 580-as évek – i. e. 570-es évek – i. e. 560-as évek – i. e. 550-es évek – i. e. 540-es évek – i. e. 530-as évek
Évek: i. e. 589 – i. e. 588 – i. e. 587 – i. e. 586 –  i. e. 585 – i. e. 584 – i. e. 583 – i. e. 582 – i. e. 581 – i. e. 580 – i. e. 579

## Események
- A 49. olümpiai játékok

## Trónralépések
- Asztüagész méd király

## Halálozások
- Küaxarész méd király